# Đôi mắt của trái tim
Đôi mắt của trái tim là một bộ phim truyền hình được thực hiện bởi Hãng phim Midi cùng IMC do Đỗ Phú Hải làm đạo diễn. Phim phát sóng vào lúc 21h00 từ thứ 2 đến thứ 6 hàng tuần bắt đầu từ ngày 3 tháng 6 năm 2014 và kết thúc vào ngày 29 tháng 7 năm 2014 trên kênh TodayTV.

## Nội dung
Đôi mắt của trái tim xoay quanh Thái Du (Kim Tuyến), một cô gái hiện đại, xinh đẹp và thông minh. Sau tiệc đính hôn rất linh đình, Du và chồng sắp cưới là Hồ Kha (Thành Được) lái xe ra về trong trạng thái phấn khích tột cùng. Không làm chủ được tay lái, họ đã gây ra tai nạn cho một cô gái rồi bỏ trốn. Vụ tai nạn chính là nguyên nhân làm thay đổi hoàn toàn cuộc sống của hai người...

## Diễn viên
- Kim Tuyến trong vai Thái Du[2]
- Thành Được trong vai Hồ Kha[1]
- Lê Phương trong vai Tâm Hạnh[1]
- NSƯT Thanh Hoàng trong vai Ông Tâm Hùng[1]
- Đỗ Phú Hải trong vai Ông Thiên[1]
- NSƯT Lân Bích trong vai Ông Kiên[1]
- Diễm My trong vai Bà Liên
- Cao Minh Đạt trong vai Đức Thụ

Cùng một số diễn viên khác...

## Nhạc phim
- Đôi mắt của trái tim

Sáng tác: Phạm Hữu Tâm
Thể hiện: Trang Pháp 
- Niềm tin yên bình

Sáng tác: Phạm Hữu Tâm
Thể hiện: Tuyết Mai

## Giải thưởng
| Năm  | Giải thưởng   | Hạng mục                               | (Người) đề cử | Kết quả   | Tham khảo   |
| ---- | ------------- | -------------------------------------- | ------------- | --------- | ----------- |
| 2014 | Ngôi Sao Xanh | Phim truyền hình xuất sắc nhất         | —             | Đoạt giải | [ 5 ] [ 6 ] |
| 2014 | Ngôi Sao Xanh | Nữ diễn viên truyền hình xuất sắc nhất | Kim Tuyến     | Đoạt giải | [ 5 ] [ 6 ] |